# Rebecca Makkai
Rebecca Makkai (Chicago, 1978. április 20. –) amerikai regény- és novellaíró.

## Életrajza
Makkai az illinois-i Lake Bluff-ban nőtt fel. Szülei Valerie Becker Makkai és Makkai Ádám nyelvészprofesszor, aki az 1956-os magyar forradalom után az Egyesült Államokba menekült. Apai nagyanyja, Ignácz Rózsa Magyarországon ismert színésznő és regényíró volt. Makkai a Lake Forest Akadémián végzett, és a Washington és Lee Egyetemre járt, ahol angol nyelv szakon végzett. Később mesterfokozatot szerzett a Middlebury College Bread Loaf School of English-ben.
Tanított az Iowa Writers' Workshopban, és a Sierra Nevada Egyetem és a Northwestern Egyetem MFA (Master of Fine Arts) karán dolgozik. Ő a StoryStudio Chicago művészeti vezetője. Makkai a Lake Forest College-ban is tanított, és a wisconsini Beloit College Creative Writing Mackey-székét töltötte be.
Két gyermeke van, és az illinoisi Lake Forestben él. Férjével, Jon Freemannel a Bread Loafban ismerkedett meg.

## Karrier
Makkai debütáló regénye, a The Borrower 2011 júniusában jelent meg. Ez volt a Booklist Top Ten debütálása, az Indie Next és az O, The Oprah Magazine válogatása, és a Chicago magazin választotta 2011 egyik legjobb fikciójának. Hét nyelvre fordították le.
Második regénye, a The Hundred-Year House („Százéves ház”) Chicago északi külvárosában játszódik és a Viking/Penguin kiadónál jelent meg 2014 júliusában, amiről a Booklist, a Publishers Weekly és a Library Journal című folyóiratokban kiemelt kritikákat kapott. Elnyerte a Chicago Writers Association 2015-ös év regénye díját, és a BookPage 2014 legjobb könyvének választotta.
Makkai harmadik regénye, a The Great Believers az AIDS-járvány idején játszódik az 1980-as évek Chicagójában, és a Viking/Penguin Random House gondozásában jelent meg 2018 júniusában. A The Great Believers elnyerte a 2019-es Andrew Carnegie-érmet a szépirodalom kiválóságáért és bejutott a 2018-as National Book Award for Fiction döntőjébe. A 2019-es szépirodalmi Pulitzer-díj döntőse is volt, és elnyerte a Los Angeles Times Könyvdíját, az ALA Stonewall-díjat és a Chicago Review of Books díját.
Debütáló novellagyűjteménye, a Music for Wartime 2015 júniusában jelent meg a Viking gondozásában. A Publishers Weekly kiemelt kritikája így szólt: „Bár ezek a történetek időben váltakoznak a második világháború és napjaink között, a „Exposition” című történetben leírtak szerint mindegyik „az emberi szív határain” belül játszódik – egy olyan terepen, amelyet szerzőjük szokatlanul jól térképez fel."
Makkai debütáló novellagyűjteménye, a Music for Wartime 2015 júniusában jelent meg a Viking gondozásában. A Publishers Weekly egyik kiemelt kritikája így szólt: „Bár ezek a történetek időben váltakoznak a második világháború és a jelen között, mindegyik az "Expozíció" című novellában leírtak szerint "az emberi szív határain belül" játszódik - egy olyan terepen, amelyet szerzőjük szokatlanul jól feltérképez." A The Kansas City Star azt írta, hogy "ha bármelyik novellaíró a műfaj rocksztárjának tekinthető, az Rebecca Makkai."
Novelláit a Legjobb amerikai novellák (The Best American Short Stories) 2008, 2009, 2010 és 2011-es antológiájában, valamint a Legjobb amerikai nem kötelező olvasmányban (The Best American Nonrequired Reading) 2009-ben és 2016-ban antologizálták; 2017-ben Pushcart-díjat, 2014-ben NEA-ösztöndíjat, 2022-ben pedig Guggenheim Alapítvány ösztöndíjat kapott. Makkai fikciója a The New Yorker-ben is megjelent, szépirodalma a Ploughsharesben (irodalmi újság), a Tin House-ban (kiadó), a The Threepenny Review-ban, a New England Review-ban és a Shenandoah-ban (irodalmi magazinok) is megjelent. Ismeretterjesztő művei megjelentek a Harpers-ben (Harper's Magazine), a Salon.com-on és a New Yorker weboldalán. Történetei a Public Radio International Selected Shorts és This American Life című műsoraiban is megjelentek.

## Díjak és kitüntetések
| Év   | Cím                           | Díj                                             | Eredmény    | Ref.   |
| ---- | ----------------------------- | ----------------------------------------------- | ----------- | ------ |
| 2017 |                               | Pushcart Prize                                  | Győztes     |        |
| 2018 | The Great Believers           | National Book Award for Fiction                 | Döntős      | [ 27 ] |
| 2019 | The Great Believers           | Andrew Carnegie Medal for Excellence in Fiction | Győztes     | [ 26 ] |
| 2019 | The Great Believers           | Pulitzer Prize in Fiction                       | Döntős      | [ 28 ] |
| 2019 | The Great Believers           | Los Angeles Times Book Prize                    | Győztes     | [ 29 ] |
| 2019 | The Great Believers           | American Library Association Stonewall Award    | Győztes     | [ 30 ] |
| 2019 | The Great Believers           | Chicago Review of Books Award                   | Győztes     | [ 31 ] |
| 2024 | I Have Some Questions for You | Aspen Words Literary Prize                      | Hosszúlista | [ 37 ] |

## Művei

### Regények
- The Borrower, Viking (2011)
- The Hundred-Year House, Viking (2014)
- The Great Believers, Viking (2018)
- I Have Some Questions For You, Viking (2023)

### Novellagyűjtemények
- Music for Wartime, Viking (June 2015)

### Magyarul
- Négy betű (The Great Believers) – Animus, Budapest, 2020 · ISBN 9789633247570 · fordította: Goitein Veronika
- Lenne pár kérdésem (I Have Some Questions for You) – Magnólia, Budapest, 2024 · ISBN 9789635982462 · fordította: Heinisch Mónika

## Fordítás
- Ez a szócikk részben vagy egészben  a   Rebecca Makkai című angol Wikipédia-szócikk fordításán alapul.  Az eredeti cikk szerkesztőit annak laptörténete sorolja fel. Ez a jelzés csupán a megfogalmazás eredetét és a szerzői jogokat jelzi, nem szolgál a cikkben szereplő információk forrásmegjelöléseként.